# Guiyang
Guiyang este un oraș din China, capitală a provinciei Guizhou din Xinan. 

## Legături externe
- Site-ul guvernului din Guiyang Arhivat în 4 octombrie 2009, la Wayback Machine.